# Liste der denkmalgeschützten Objekte in Pölla
Die Liste der denkmalgeschützten Objekte in Pölla enthält die 37 denkmalgeschützten, unbeweglichen Objekte der Gemeinde Pölla im niederösterreichischen Bezirk Zwettl.

## Denkmäler
| Foto |                 | Denkmal                                                                                 | Standort                                           | Beschreibung | Metadaten |
| ---- | --------------- | --------------------------------------------------------------------------------------- | -------------------------------------------------- | --- | --- |
| ja   | Datei hochladen | Dechanthof und Pfarrhofgarten HERIS-ID: 49455 Objekt-ID: 53171                          | Altpölla 1 Standort KG: Altpölla                   | Der sogenannte Dechanthof in Altpölla ist ein L-förmiger Pfarrhof der Renaissance aus der zweiten Hälfte des 16. Jahrhunderts. Er verfügt über einen ummauerten Pfarrhofgarten. | BDA-Hist.: Q2082477 Status: § 2a Stand der BDA-Liste: 2025-06-30 Name: Dechanthof und Pfarrhofgarten GstNr.: .1, 109/5                                                                     |
| ja   | Datei hochladen | Figurenbildstock hl. Johannes Nepomuk HERIS-ID: 62967 Objekt-ID: 75567                  | bei Altpölla 1 Standort KG: Altpölla               | Die Nepomuk-Figur beim Pfarrhof ist aus Sandstein und wurde um 1730 errichtet. | BDA-Hist.: Q38101717 Status: § 2a Stand der BDA-Liste: 2025-06-30 Name: Figurenbildstock hl. Johannes Nepomuk GstNr.: 1763/8                                                               |
| ja   | Datei hochladen | Kath. Pfarrkirche Mariae Himmelfahrt HERIS-ID: 49458 Objekt-ID: 53176                   | neben Altpölla 50 Standort KG: Altpölla            | Die Pfarrkirche Mariae Himmelfahrt ist eine gotische Staffelkirche mit romanischem Baukern und neugotischen Erweiterungen. | BDA-Hist.: Q2082528 Status: § 2a Stand der BDA-Liste: 2025-06-30 Name: Kath. Pfarrkirche Mariae Himmelfahrt GstNr.: .2 Mariä Himmelfahrt (Altpölla)                                        |
| ja   | Datei hochladen | Maria-Taferl-Kapelle, sog. Urlaubsmarterl HERIS-ID: 62929 Objekt-ID: 75523              | Standort KG: Altpölla                              | Die Maria-Taferl-Kapelle am südöstlichen Ortsausgang von Pölla ist mit 1717 bezeichnet. Der rechteckige Bau mit Satteldach und Volutengiebel über geschwungen profiliertem Gesims hat eine von Pilastern flankierte Rundbogenöffnung. Die im Jahr 1970 restaurierte Malerei im Inneren stellt die Legende von Maria Taferl dar. | BDA-Hist.: Q38101708 Status: § 2a Stand der BDA-Liste: 2025-06-30 Name: Maria-Taferl-Kapelle, sog. Urlaubsmarterl GstNr.: 741/2 NÖ-Naturdenkmal ZT-017 Linden beim Urlaubsmarterl Altpölla |
| ja   | Datei hochladen | Burgruine Dobra HERIS-ID: 33732 Objekt-ID: 31456                                        | Standort KG: Dobra                                 | Die Burgruine Dobra liegt östlich der Stadt Zwettl-Niederösterreich am Nordrand des Dobra-Stausees. Die ehemalige Kuenringerburg wurde im 12. Jahrhundert erbaut und befindet sich seit 1725 im Verfall. | BDA-Hist.: Q699667 Status: Bescheid Stand der BDA-Liste: 2025-06-30 Name: Burgruine Dobra GstNr.: 76 Burgruine Dobra                                                                       |
| ja   | Datei hochladen | Ehem. Pfarrkirche und Kirchhof mit angrenzenden Bauten HERIS-ID: 33733 Objekt-ID: 31457 | Standort KG: Döllersheim                           | Die ehemalige Pfarrkirche von Döllersheim ist eine romanische Burgkirche, 1313 urkundlich erwähnt, mit einer spätgotischen, dreischiffigen Staffelhalle und vorgesetztem Westturm. Die Kirche steht auf dem Gebiet des Truppenübungsplatzes Allentsteig und wird seit 1976 renoviert. | BDA-Hist.: Q1456842 Status: § 2a Stand der BDA-Liste: 2025-06-30 Name: Ehem. Pfarrkirche und Kirchhof mit angrenzenden Bauten GstNr.: 1918 Friedenskirche Döllersheim                      |
| ja   | Datei hochladen | Ehem. Bürgerspital HERIS-ID: 63761 Objekt-ID: 76447                                     | Standort KG: Döllersheim                           | Die Ruine des ehemaligen Bürgerspitals liegt an der Hauptstraße im westlichen Ortsteil. Die Kreuzfömige Anlage mit quadratischer Kapelle in der Mitte wurde 1592 urkundlich erwähnt. | BDA-Hist.: Q1021473 Status: § 2a Stand der BDA-Liste: 2025-06-30 Name: Ehem. Bürgerspital GstNr.: 1919 Bürgerspital Döllersheim                                                            |
| ja   | Datei hochladen | Ehem. Friedhof Döllersheim HERIS-ID: 73053 Objekt-ID: 86337                             | Standort KG: Döllersheim                           | Der ehemalige Friedhof von Döllersheim liegt nördlich der Kirche. Er hat zahlreiche Grabmäler mit steinernen Einfassungen und gusseisernen Grabkreuzen. Das stark übergangene Grabmal der Familie Lamberg, eine Pilasterädikula mit Volutengiebeln in Formen, stammt aus der Mitte des 18. Jahrhunderts. Am Aufgang zur Kirche steht eine stark überarbeitete Figur des Heiligen Florian aus der ersten Hälfte des 18. Jahrhunderts. | BDA-Hist.: Q38131854 Status: § 2a Stand der BDA-Liste: 2025-06-30 Name: Ehem. Friedhof Döllersheim GstNr.: 709/1 Friedhof Döllersheim                                                      |
| ja   | Datei hochladen | Floriansbrunnen HERIS-ID: 73094 Objekt-ID: 86379                                        | Standort KG: Döllersheim                           | Gemeinsam mit der ehemaligen Pfarrkirche von Döllersheim mit dem angrenzenden Bürgerspital und dem Friedhof steht der Floriansbrunnen unter Denkmalschutz. | BDA-Hist.: Q38131939 Status: § 2a Stand der BDA-Liste: 2025-06-30 Name: Floriansbrunnen GstNr.: 1916/2 Döllersheim Statue Florian von Lorch                                                |
| ja   | Datei hochladen | Bildstock Beim Runden Marterl HERIS-ID: 73115 Objekt-ID: 86400                          | Standort KG: Eichhorns                             | | BDA-Hist.: Q38132008 Status: § 2a Stand der BDA-Liste: 2025-06-30 Name: Bildstock Beim Runden Marterl GstNr.: 504                                                                          |
| ja   | Datei hochladen | Nischenbildstock und Bunker HERIS-ID: 34782 Objekt-ID: 33177                            | Standort KG: Felsenberg                            | | BDA-Hist.: Q37960181 Status: § 2a Stand der BDA-Liste: 2025-06-30 Name: Nischenbildstock und Bunker GstNr.: 1243                                                                           |
| ja   | Datei hochladen | Pfarrhof HERIS-ID: 49685 Objekt-ID: 53684                                               | Franzen 2 Standort KG: Franzen                     | Der Pfarrhof von Franzen liegt gegenüber der Kirche. Der langgestreckte, zweigeschoßige Barockbau mit Satteldach stammt im Kern aus dem 17. Jahrhundert und wurde 1708 wiederaufgebaut. | BDA-Hist.: Q2082480 Status: § 2a Stand der BDA-Liste: 2025-06-30 Name: Pfarrhof GstNr.: .3 Pfarrhof Franzen                                                                                |
| ja   | Datei hochladen | Kath. Pfarrkirche hl. Martin HERIS-ID: 49688 Objekt-ID: 53687                           | neben Franzen 2 Standort KG: Franzen               | Die Pfarrkirche von Franzen ist eine schlichte barocke Saalkirche, die im 18. Jahrhundert vermutlich über einem älteren Vorgängerbau errichtet wurde. | BDA-Hist.: Q1349397 Status: § 2a Stand der BDA-Liste: 2025-06-30 Name: Kath. Pfarrkirche hl. Martin GstNr.: .1 Saint Martin Church (Franzen)                                               |
| ja   | Datei hochladen | Figurenbildstock hl. Johannes Nepomuk HERIS-ID: 62975 Objekt-ID: 75577                  | Standort KG: Franzen                               | Die Nepomukstatue vor der Nordwand der Pfarrkirche ist mit 1731 bezeichnet. | BDA-Hist.: Q38101735 Status: § 2a Stand der BDA-Liste: 2025-06-30 Name: Figurenbildstock hl. Johannes Nepomuk GstNr.: .1 Statue of John of Nepomuk in Franzen                              |
| ja   | Datei hochladen | Figurenbildstock hl. Sebastian HERIS-ID: 62977 Objekt-ID: 75579                         | Standort KG: Franzen                               | An der Straße nach Wetzlas steht eine Steinfigur des Heiligen Sebastian auf geschwungenem Volutensockel, bezeichnet mit E. V. 1748. Der Bildstock trägt das Wappen der Freiherren von Ehrmanns. | BDA-Hist.: Q38101743 Status: § 2a Stand der BDA-Liste: 2025-06-30 Name: Figurenbildstock hl. Sebastian GstNr.: 1177/66                                                                     |
| ja   | Datei hochladen | Ortskapelle Hl. Dreifaltigkeit HERIS-ID: 50027 Objekt-ID: 54496                         | gegenüber Kleinraabs 4 Standort KG: Kleinraabs     | Die 1780 errichtete und 1817 erweiterte Ortskapelle Hl. Dreifaltigkeit am Anger von Kleinraabs ist ein schlichter Bau mit halbrunder Apsis. Der gotisierende Dachreiter mit Giebelspitzhelm stammt aus der Zeit um 1900. Im flach gedeckten Innenraum befinden sich ein Altarbild Trinität, bezeichnet mit U. Fürst, 1900 sowie eine barocke Engelfigur und ein Vortragekreuz vom Ende des 18. Jahrhunderts. | BDA-Hist.: Q38037659 Status: § 2a Stand der BDA-Liste: 2025-06-30 Name: Ortskapelle Hl. Dreifaltigkeit GstNr.: .5 Ortskapelle (Kleinraabs)                                                 |
| ja   | Datei hochladen | Ortskapelle Krug HERIS-ID: 50091 Objekt-ID: 54697                                       | neben Krug 18 Standort KG: Krug                    | Die Ortskapelle von Krug ist ein westlich ausgerichteter, schlichter Bau von 1777 mit geradem Schluss. Der Turm mit Giebelspitzhelm stammt aus dem Jahr 1871. Die innen flach gedeckte Kapelle wurde 1976 restauriert. | BDA-Hist.: Q38037973 Status: § 2a Stand der BDA-Liste: 2025-06-30 Name: Ortskapelle Krug GstNr.: .7                                                                                        |
| ja   | Datei hochladen | Nischen- /Kapellenbildstock HERIS-ID: 62979 Objekt-ID: 75582                            | Standort KG: Krug                                  | Das klassizistische Mariahimmelfahrts-Marterl an der Kreuzung der B 38 und der L 8027 wird auf die zweite Hälfte des 18. Jahrhunderts datiert. An der Rückwand der Nische des übergiebelten Breitpfeilers ist hinter einem Gitter ein Fresko der Aufnahme Mariens in den Himmel zu sehen. Das ziegelgedeckte Satteldach wird von einem schmiedeeisernen Patriarchenkreuz mit Kleeblattenden bekrönt. | BDA-Hist.: Q38101760 Status: § 2a Stand der BDA-Liste: 2025-06-30 Name: Nischen- /Kapellenbildstock GstNr.: 81                                                                             |
| ja   | Datei hochladen | Burgruine Schauenstein HERIS-ID: 34290 Objekt-ID: 32477                                 | Standort KG: Krug                                  | Die Burg Schauenstein ist eine romanische Höhenburg mit mächtigem Bergfried. In der zweiten Hälfte des 12. Jahrhunderts wurde sie als Teil einer Burgenkette zur Verteidigung gegen die Böhmen angelegt und 1175 urkundlich erwähnt. | BDA-Hist.: Q1013866 Status: Bescheid Stand der BDA-Liste: 2025-06-30 Name: Burgruine Schauenstein GstNr.: .25; Ruine Schauenstein                                                          |
| ja   | Datei hochladen | Sog. Herrenhaus HERIS-ID: 34669 Objekt-ID: 33010                                        | Neupölla 1 Standort KG: Neupölla                   | Das sogenannte Herrenhaus in Neupölla ist ein zweigeschoßiger, durch Riesenpilaster gegliederter, barocker Gutshof mit Walmdach, errichtet in der ersten Hälfte des 18. Jahrhunderts. Das Innere des Erdgeschoßes ist durch ein Tonnengewölbe mit Stichkappen gedeckt. Der Stiegenaufgang hat eine Steinbalustrade und Balustersäulen. Im Obergeschoß befinden sich Stuckdecken mit Bandlwerk. | BDA-Hist.: Q37959451 Status: Bescheid Stand der BDA-Liste: 2025-06-30 Name: Sog. Herrenhaus GstNr.: 12/1                                                                                   |
| ja   | Datei hochladen | Gasthaus Zum goldenen Adler, ehem. Poststation HERIS-ID: 33176 Objekt-ID: 30526         | Neupölla 2 Standort KG: Neupölla                   | Das Gasthaus Zum goldenen Adler, eine ehemalige Poststation, ist ein spätbarock umgebautes, im Kern älteres Gebäude. An der faschengegliederten Fassade mit profilierten Gesimsen ist es über der Türe mit 1790 bezeichnet. Ein schmiedeeiserner Träger eines Aushängeschildes wurde Ende des 18. Jahrhunderts angebracht. Das Kreuzgratgewölbe im Erdgeschoß stammt aus dem 17. Jahrhundert. | BDA-Hist.: Q37950621 Status: Bescheid Stand der BDA-Liste: 2025-06-30 Name: Gasthaus Zum goldenen Adler, ehem. Poststation GstNr.: 7/1                                                     |
| ja   | Datei hochladen | Kath. Pfarrkirche hl. Jakob der Ältere HERIS-ID: 50304 Objekt-ID: 55135                 | neben Neupölla 4 Standort KG: Neupölla             | Die spätgotische Kirche von 1451 wurde an eine romanische Kapelle aus der Zeit um 1260 angebaut. Die erste urkundliche Erwähnung kommt aus dem Jahr 1296. Im Jahr 1332 war Neupölla eine Filiale von Altpölla. Seit 1578 ist Neupölla – mit Ausnahme einer Unterbrechung von bis 1619–1787 – eine selbständige Pfarre. | BDA-Hist.: Q2082857 Status: § 2a Stand der BDA-Liste: 2025-06-30 Name: Kath. Pfarrkirche hl. Jakob der Ältere GstNr.: 1 Pfarrkirche Neupölla                                               |
| ja   | Datei hochladen | Persönlichkeitsdenkmal Kaiser Franz Joseph I. HERIS-ID: 62985 Objekt-ID: 75588          | neben Neupölla 4 Standort KG: Neupölla             | Der Obelisk am Marktplatz wurde 1908 zum Gedenken an das 60. Regierungsjubiläum von Kaiser Franz Joseph errichtet. | BDA-Hist.: Q38101792 Status: § 2a Stand der BDA-Liste: 2025-06-30 Name: Persönlichkeitsdenkmal Kaiser Franz Joseph I. GstNr.: 1261                                                         |
| ja   | Datei hochladen | Mariensäule HERIS-ID: 62986 Objekt-ID: 75590                                            | vor Neupölla 21 Standort KG: Neupölla              | Die Mariensäule im Westen des Marktplatzes stammt aus der Mitte des 18. Jahrhunderts. Die Säule mit Kompositkapitell und Cherubsköpfen trägt eine Figur der Maria Immaculata. Am Sockel ist auf einem Relief der Heilige Florian abgebildet. | BDA-Hist.: Q38101800 Status: § 2a Stand der BDA-Liste: 2025-06-30 Name: Mariensäule GstNr.: 1264/5                                                                                         |
| ja   | Datei hochladen | Edermühle, ehem. Marktmühle HERIS-ID: 34670 Objekt-ID: 33011                            | Neupölla 66 Standort KG: Neupölla                  | Die 1978 restaurierte Edermühle ist ein eingeschoßiger Bau mit bemerkenswerter Renaissance-Fassade vom Ende des 16./Anfang des 17. Jahrhunderts mit zweizonigen Volutengiebeln. | BDA-Hist.: Q37959466 Status: Bescheid Stand der BDA-Liste: 2025-06-30 Name: Edermühle, ehem. Marktmühle GstNr.: 838                                                                        |
| ja   | Datei hochladen | Spitalskirche HERIS-ID: 62982 Objekt-ID: 75585                                          | Neupölla 78 Standort KG: Neupölla                  | Die ehemalige Spitalskirche von Neupölla wird heute als Aufbahrungshalle verwendet. Der schlichte, stichkappengewölbter Barockbau vom Ende des 18./Anfang des 19. Jahrhunderts hat einen Turm mit Zwiebelhelm. | BDA-Hist.: Q38101782 Status: § 2a Stand der BDA-Liste: 2025-06-30 Name: Spitalskirche GstNr.: 162/3 Spitalskirche (Neupölla)                                                               |
| ja   | Datei hochladen | Sog. Bildstock im Teichfeld HERIS-ID: 62988 Objekt-ID: 75592                            | Standort KG: Neupölla                              | Der etwa 4,4 Meter hohe Bildstock im Teichfeld wurde 1858 in klassizistischem Stil errichtet. Auf einem würfelförmigen Sockel ruht über einer Randleiste ein ebenfalls würfelförmiger Teil mit drei Rundbogennischen. Darüber erhebt sich ein etwas breiterer Aufsatz mit ziegelgedecktem spitzem Giebeldach und einer rechteckigen Nische an der Vorderseite, in der ein Josefs-Bildnis zu sehen ist. Fast die gesamte Rückseite ist von einem erhabenen weißen Kreuz bedeckt. An der Spitze befindet sich ein einfaches Kreuz aus Schmiedeeisen. | BDA-Hist.: Q38101808 Status: § 2a Stand der BDA-Liste: 2025-06-30 Name: Sog. Bildstock im Teichfeld GstNr.: 1282                                                                           |
| ja   | Datei hochladen | Flur-/Wegkapelle HERIS-ID: 62990 Objekt-ID: 75594                                       | Standort KG: Neupölla                              | Die Wegkapelle im Osten von Neupölla hat eine Spitzgiebel. Sie wurde Ende des 19. Jahrhunderts erbaut. | BDA-Hist.: Q38101815 Status: § 2a Stand der BDA-Liste: 2025-06-30 Name: Flur-/Wegkapelle GstNr.: 587/1                                                                                     |
| ja   | Datei hochladen | Figurenbildstock Gnadenstuhl HERIS-ID: 62991 Objekt-ID: 75595                           | Standort KG: Ramsau                                | Der Bildstock am östlichen Ortsausgang von Ramsau besteht aus einem barocken Gnadenstuhl aus Granit auf einem Pfeiler mit profiliertem Gesims. Er wurde Ende des 17. Jahrhunderts erbaut. | BDA-Hist.: Q38101824 Status: § 2a Stand der BDA-Liste: 2025-06-30 Name: Figurenbildstock Gnadenstuhl GstNr.: 412/1                                                                         |
| ja   | Datei hochladen | Mariahilfkapelle HERIS-ID: 62995 Objekt-ID: 75600                                       | Reichhalms 27, in der Nähe Standort KG: Reichhalms | Am nördlichen Ortsausgang von Reichhalms steht eine barocke Wegkapelle mit abgerundeten Ecken, übergiebeltem Rechteckportal und seitlichen Pilastern. Die sogenannte Mariahilfkapelle hat innen ein Platzlgewölbe und seitliche Rundnischen. | BDA-Hist.: Q38101846 Status: § 2a Stand der BDA-Liste: 2025-06-30 Name: Mariahilfkapelle GstNr.: 600/48                                                                                    |
| ja   | Datei hochladen | Ortskapelle Schmerbach HERIS-ID: 50533 Objekt-ID: 55607                                 | neben Schmerbach am Kamp 5 Standort KG: Schmerbach | Die Ortskapelle von Schmerbach ist ein schlichter Bau mit halbrundem Nordschluss, hölzernem Dachreiter und Zwiebelhelm, bezeichnet mit 1832. Im flach gedeckten Innenraum befindet sich eine Kopie der Gnadenstatue von Maria Dreieichen, flankiert von Figuren der Heiligen Florian und Sebastian aus dem 18. Jahrhundert. | BDA-Hist.: Q38040674 Status: § 2a Stand der BDA-Liste: 2025-06-30 Name: Ortskapelle Schmerbach GstNr.: .2/3                                                                                |
| ja   | Datei hochladen | Schloss Waldreichs HERIS-ID: 35248 Objekt-ID: 33918                                     | Waldreichs 1 Standort KG: Waldreichs               | Das Schloss Waldreichs ist ein zweigeschoßiger Bau um einen rechteckigen Hof mit zwei- bis dreigeschoßigen Rundtürmen und bergfriedartigem Ostturm. 1258 urkundlich erwähnt wurde es danach mehrfach erobert und verändert. Die Schlosskapelle stammt aus der Zeit um 1450. | BDA-Hist.: Q2243947 Status: Bescheid Stand der BDA-Liste: 2025-06-30 Name: Schloss Waldreichs GstNr.: .1 Schloss Waldreichs                                                                |
| ja   | Datei hochladen | Bauernhof, ehem. Wehrhof HERIS-ID: 43845 Objekt-ID: 44529                               | Wegscheid am Kamp 8 Standort KG: Wegscheid         | Der an der Straße nach St. Leonhard am Hornerwald im Osten von Wegscheid gelegene Bauernhof ist ein wahrscheinlich um 1400 erbauter und 1434 erstmals urkundlich erwähnter ehemaliger Wehrhof. Der eingeschoßige rechteckige Bau ist von einer Bruchsteinmauer umgeben. Im Zuge eines Umbaus im Jahr 1927 wurden die ehemaligen Schießscharten zu Fenstern erweitert. Innen befinden sich eine Rauchküche und ein Brotofen mit pyramidenförmigen Rauchabzügen.                                                                                     | BDA-Hist.: Q38005163 Status: Bescheid Stand der BDA-Liste: 2025-06-30 Name: Bauernhof, ehem. Wehrhof GstNr.: .31                                                                           |
| ja   | Datei hochladen | Ortskapelle Mariae Krönung HERIS-ID: 63000 Objekt-ID: 75605                             | bei Wegscheid am Kamp 5 Standort KG: Wegscheid     | Das Glockenhaus der Ortskapelle Mariae Krönung wurde 1739 urkundlich erwähnt. 1761 erfolgte der Anbau der schlichten Kapelle. | BDA-Hist.: Q2032180 Status: § 2a Stand der BDA-Liste: 2025-06-30 Name: Ortskapelle Mariae Krönung GstNr.: .5 Ortskapelle Wegscheid am Kamp                                                 |
| ja   | Datei hochladen | Schloss Wetzlas HERIS-ID: 35280 Objekt-ID: 33965                                        | Wetzlas 1 Standort KG: Wetzlas                     | Das Schloss Wetzlas ist ein dreiseitig geschlossener, zweigeschoßiger Komplex mit astronomischem Turm und Wirtschaftsgebäude. Der ehemalige Meierhof wurde 1720–1725 zu einem Herrenhaus umgebaut und 1842 um eine Kapelle erweitert. | BDA-Hist.: Q1750941 Status: Bescheid Stand der BDA-Liste: 2025-06-30 Name: Schloss Wetzlas GstNr.: .1, .2, 36/2, 72, 73/1 Schloss Wetzlas                                                  |
| ja   | Datei hochladen | Gartenpavillon, sog. Teufelskirche HERIS-ID: 46748 Objekt-ID: 48892                     | Standort KG: Wetzlas                               | Die sogenannte Teufelskirche an einem Hang in einer Waldschneise südwestlich von Schloss Wetzlas ist ein turmartiger Gartenpavillon in frühklassizistischen Formen, der im vierten Viertel des 18. Jahrhunderts durch die Familie Teufl erbaut wurde. | BDA-Hist.: Q1759139 Status: Bescheid Stand der BDA-Liste: 2025-06-30 Name: Gartenpavillon, sog. Teufelskirche GstNr.: .18 Teufelskirche (Wetzlas)                                          |
| ja   | Datei hochladen | Figurenbildstock hl. Johannes Nepomuk HERIS-ID: 62998 Objekt-ID: 75603                  | Standort KG: Wetzlas                               | Östlich von Schloss Wetzlas steht eine Johannes-Nepomuk-Statue aus dem 18. Jahrhundert. | BDA-Hist.: Q38101854 Status: Bescheid Stand der BDA-Liste: 2025-06-30 Name: Figurenbildstock hl. Johannes Nepomuk GstNr.: 79/54 Johannes-Nepomuk-Statue (Wetzlas)                          |